# Thilini Pramodika
Thilini Pramodika Hendahewa (* 18. September 1996 in Colombo) ist eine sri-lankische Badmintonspielerin. 

## Karriere
Thilini Pramodika wurde 2012 erstmals nationale Meisterin in Sri Lanka, wobei sie sowohl im Dameneinzel als auch im Mixed erfolgreich war. Ein weiterer Titelgewinn folgte 2013 im Mixed. 2012 startete sie im Uber Cup, 2011, 2012 und 2013 bei den Badminton-Juniorenweltmeisterschaften.